# Libera (canción)
«Libera» es una canción del grupo musical de voces blancas Libera, precisamente la que da nombre al grupo. Se editó como sencillo en 1995, y posteriormente fue incluido en el álbum Libera (1999).

## Composición e historia
La composición de la canción y la letra corren a cargo de Robert Prizeman. El tema ha conocido diversas versiones desde su composición. En 1995, Prizeman había publicado un CD titulado Libera que contenía siete remezclas de una composición original. Las pistas contenidas en ese CD, publicado por Warner Classics y que muestra una clara intención experimental por parte del autor, eran:
Libera
1. Rjb Radio Mix
2. Soulful Radio Mix
3. Old School Mix
4. Power Mix
5. Tintinout Club Mix
6. Goan Moon Mix
7. The Secret Knowledge Fallen Angels Mix

Las cuatro primeras pistas contaban con el Daren Geraghty como solista principal. Este tema empezará a hacerse asiduo en las interpretaciones del grupo.
La letra comienza con los dos primeros versos en latín del Salmo 130 (129), "De profundis":
De profundis clamavi ad te, Domine
Domine exaudi vocem meam
El Salmo 130 es uno de los cánticos que entonaban los israelitas en su peregrinación al Templo de Jerusalén. Se trata de uno de los siete salmos penitenciales, pero ante todo, es un canto de esperanza.
El estribillo está tomado de la oración-responso romano Libera me:
Libera me domine de morte aeterna
La primera versión del tema, conocida en algunas interpretaciones como "De profundis", no incluía más letra, pero en versiones posteriores Prizeman incluyó en el estribillo versos en inglés cantados por un solista, que se alternaban con el coro en latín. 
En cuanto a la instrumentación, la composición parte del estilo coral clásico, añadiendo percusión y sonidos electrónicos que lo convierten en un tema más cercano al pop que a otro género.
En 1995, se rodó un videoclip en el que el solista era Daren Geraghty. Poco después, el grupo hace la presentación del tema en el programa de la televisión británica Blue Peter, y se presentan a sí mismos como Libera (hasta ese momento, el coro recibía el nombre de Angel Voices). Se trata, pues, de un tema especial en la historia del grupo, pues es el que le da el nombre que posee en la actualidad. 
La canción se publica como un sencillo titulado Libera ese mismo año. Cuatro años después, en 1999, es incluida en el nuevo álbum de la agrupación, que recibirá el mismo nombre.
En su versión más reciente, el tema es introducido por una obertura coral, como puede apreciarse en los conciertos que ofrece el grupo en 2007 en el Pieterkerk de Leiden (Holanda), posteriormente publicados en DVD.
En 2009, Libera publica un nuevo videoclip de la canción en Youtube para promocionar el recopilatorio Eternal: The Best of Libera, en el que aparecen, entre otros, los solistas Tom Cully y Josh Madine. En esta grabación, los solos corren a cargo de Michael Horncastle y Joseph Sanders-Wilde.

## Datos
| Sencillo | Año  | Posicionamiento en listas | Álbum         |
| Sencillo | Año  | UK                        | Álbum         |
| -------- | ---- | ------------------------- | ------------- |
| "Libera" | 1995 | 88                        | Libera (1999) |